# Le Cocu magnifique (film, 1964)
Pour plus de détails, voir Fiche technique et Distribution.
Le Cocu magnifique (Il magnifico cornuto) est un film franco-italien réalisé par Antonio Pietrangeli, sorti en 1964.
Le scénario du film est une adaptation de la pièce de théâtre de Fernand Crommelynck Le Cocu magnifique (1921).

## Synopsis
La tromperie ravage Brescia. Mais Andrea Artusi (Ugo Tognazzi) qui dirige une grande usine de chapeaux, pense être à l'abri des rumeurs  et il est sûr de la fidélité de sa femme, la belle Maria Grazia (Claudia Cardinale). Ils vivent ainsi dans la paix et le confort bourgeois. 
Hélas, un soir il ne peut résister au charme de la séduisante Cristina (Michèle Girardon) la femme du Président du syndicat des chapeliers (José Luis de Vilallonga) et commet  une brève aventure avec elle.
Soudain le doute s'empare  de lui et il ne cesse de se demander si sa femme le trompe également. La jalousie ne le quitte plus. Il élabore des fantasmes de plus en plus délirants dans lesquels Maria lui est infidèle. 
Écartelé par le doute il l'espionne sans cesse avec des stratagèmes hallucinés et devient la risée de Brescia. Ses obsessions finissent par le rendre malade et conduisent sa femme au bord de la crise de nerfs. 
Au seuil de la folie il se résout à ne plus douter de sa femme mais celle-ci le trompe désormais avec son  médecin (Philippe Nicaud). 
Le couple rejoint alors la longue cohorte des tromperies de Brescia.

## Fiche technique
- Titre : Le Cocu magnifique
- Titre italien : Il magnifico cornuto
- Réalisation : Antonio Pietrangeli
- Scénario : Diego Fabbri, Ruggero Maccari, Ettore Scola, Stefano Strucchi, d'après la pièce de Fernand Crommelynck
- Photographie : Armando Nannuzzi
- Montage : Eraldo Da Roma
- Musique : Armando Trovajoli
- Costumes : Maurizio Chiari, Nina Ricci
- Société de production : Les Films Copernic,
- Pays de production :  Italie |  France
- Langue : Italien
- Format : Noir et blanc
- Genre : Comédie
- Durée : 124 minutes
- Dates de sortie : 
  - Italie : 21 octobre 1964
  - RFA : 18 décembre 1964
  - France : 10 février 1965
- Affiche : Jouineau Bourduge (France)

## Distribution
- Ugo Tognazzi : Andrea Artusi
- Claudia Cardinale : Maria Grazia
- Gian Maria Volonté : Assesseur
- José Luis de Villalonga : President
- Bernard Blier : Pellicciaio Mariotti
- Paul Guers : Gabriele
- Philippe Nicaud : le médecin, amant de Maria Grazia
- Michèle Girardon : Cristiana
- Lando Buzzanca : Giovannino
- Salvo Randone : Belisario
- Susy Andersen : Wanda